# 新幹線総合車両センター

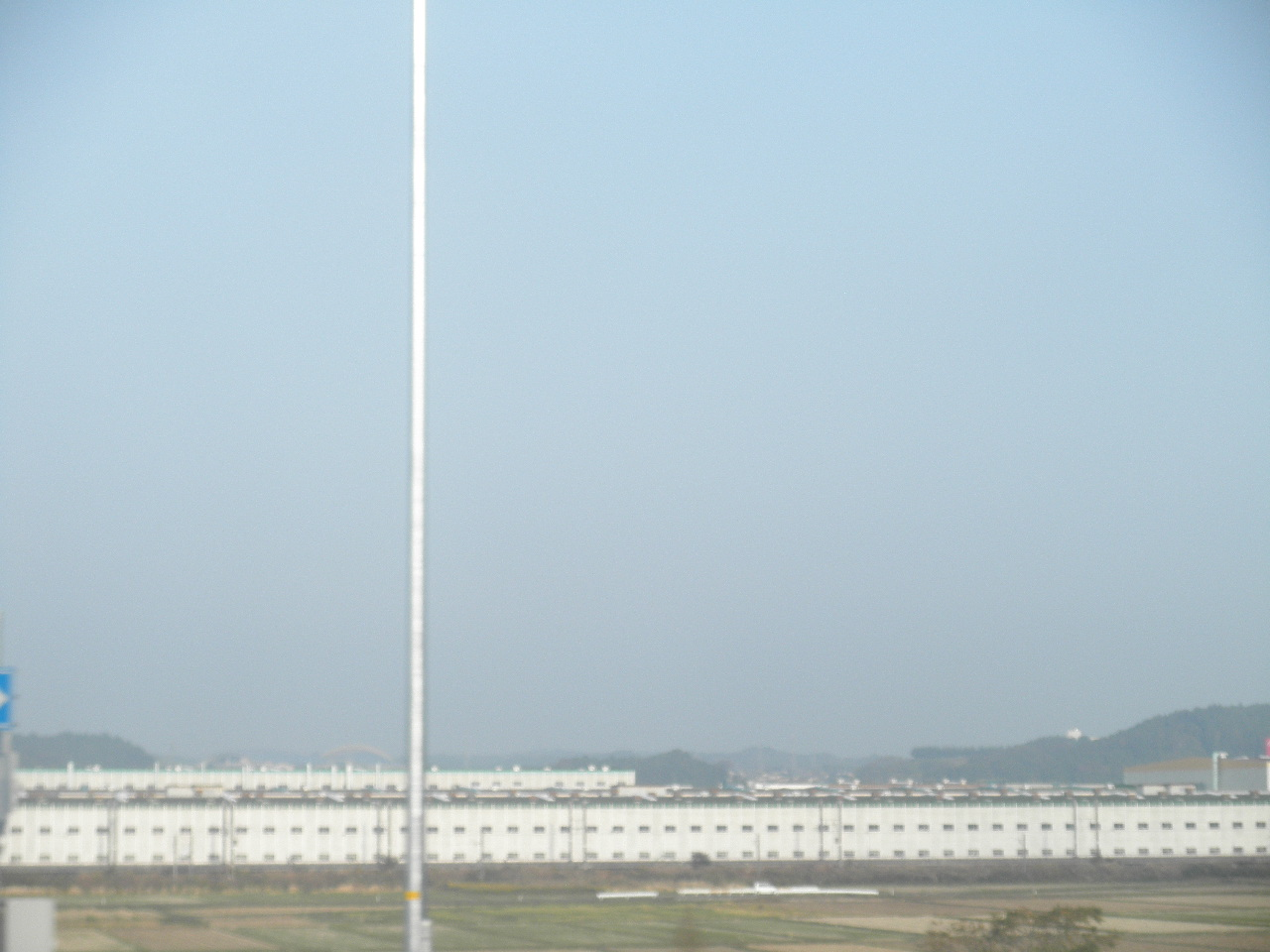
利府JCT付近から望むセンター外観

新幹線総合車両センター（しんかんせんそうごうしゃりょうセンター、 Shinkansen General Rolling Stock Center ）は、宮城県宮城郡利府町に位置する東日本旅客鉄道（JR東日本）の新幹線車両基地。敷地そのものは利府町および仙台市宮城野区・多賀城市にまたがっている。
主に東北新幹線で運用される車両が所属し、仕業・交番検査といった日常的な整備から、当センター以外に在籍する車両も含む全般検査などの重整備、改造工事や新製車両の搬入・廃車解体に至るまで、JR東日本が保有する新幹線車両に関する総合的な業務が行われている。

## 概要

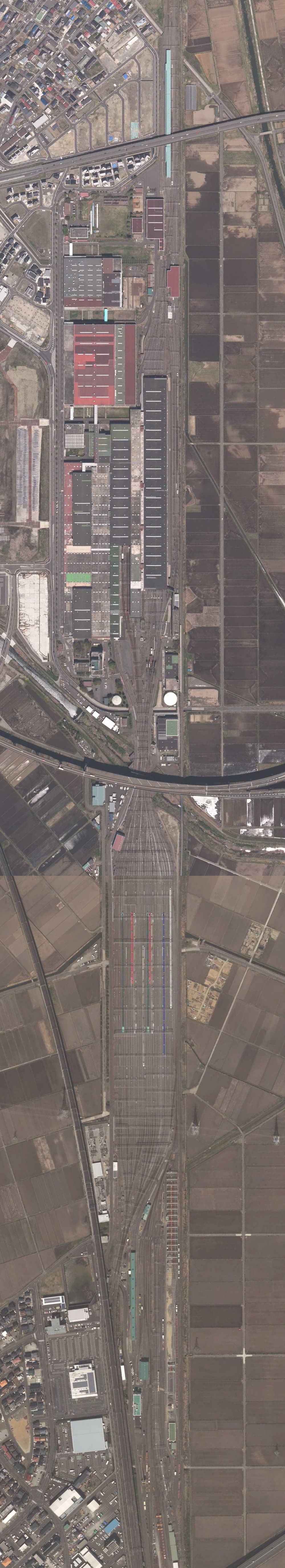
新幹線総合車両センター周辺の空中写真（2015年7月撮影の合成写真）

東北新幹線の開業に先駆けて、1979年（昭和54年）9月1日に仙台試験線管理所として発足した。同年10月から200系の量産化を前に925形電気軌道総合試験車を使用して、北上試験線（仙台 - 北上間、114.7 km）で雪害対策試験を実施、その整備基地として使用した。この時点は、構内は建設工事中で、着発収容線の西側にある組替線と一部の保守基地線、仕業交番検査庫4本程度と事業用車検修場など先行して完成した設備が使用された。
当初は車両の整備を行う仙台新幹線第一運転所と検査・修繕を行う仙台工場に分かれていたが、のちに統合され仙台総合車両所に改組。2004年（平成16年）4月より現在の名称になった。JR東日本本体の従業員が約500名、関連・協力会社を含めると1,100名を超えるスタッフがこの車両基地に勤務し、新幹線の定時輸送・安全運行を支えている。勤務者が多いことから利便性を考慮し新利府駅が併設された。
全長3.5 km、幅275 mの広大な敷地を有し、仙台レールセンター・仙台新幹線保線技術センター・総合訓練センター等を併設している。砂押川が敷地中央を横切るため、堤防の高さをクリアする関係や地盤が軟弱である事（不等沈下対策）を考慮して、北側にある車両検修建屋の大半はコンクリートパイル上に載る人工地盤に建設されている。
また軟弱地盤対策として230万 m3の盛土を施工しており、南側にある着発収容線部分の平均盛土高さは約5 mで、約100万 m3も及ぶ盛土量となった。施工基面高さは、車両基地中央を横断する砂押川の計画高水位を考慮した海抜9.9 mとした。基地建設用地には工事前の時点で町道1本、農道7本が横断していたが、基地建設に合わせて地下横断道路5本に集約した。当車両基地の建設費用は総額1,000億円を要した。
JR東日本が保有するすべての新幹線車両が、検査や修繕を受けるために定期的に当センターに入場する。また、標準軌に改軌された在来線（ミニ新幹線）区間で普通列車として運用される719系電車5000番台および701系電車5000・5500番台については、当初は当センターで全般検査などを受ける計画だったが、その後所属基地または重要機器のみ郡山総合車両センターで検査が行われることとなったため、当センターへ入場した実績はない。
山形新幹線・福島 - 新庄間が運休となった場合は、山形・新庄行きの「つばさ」は仙台行きに変更し、仙台駅着後当センターまで臨時回送される。
なお、公式PRキャラクターとして、200系とE5系を掛け合わせた「しんきちくん」が存在し、後述の新幹線車両基地まつりやJR東日本東北野球部が都市対抗や社会人選手権の各大会に出場する際などで見掛ける場合がある。

## 設備
計画当初は全国新幹線鉄道網に基づいて建設され、国鉄が運営する東北・上越・北陸・北海道新幹線（オイルショック前の計画であり、実際は北陸・北海道新幹線の着工は当時は見送られた）で運用される車両 最大約2,500両の検修を想定し、仙台基地発足当初は約1,500両の検修規模を計画した。しかし、オイルショックなどによる社会情勢の変化など（北陸新幹線など当時は建設見送り）から、仙台基地は最大約1,500両（実質1,700両。北陸新幹線は除いた）の検修規模に修正され、仙台基地発足当初は約1,000両の検修規模とした。
構内は砂押川を挟んだ南側に着発収容線群、ロングレールセンターや保線車両基地を、北側に仕業・交番検査庫や工場設備を設けている（下記は完成当初）。
線路設備は以下のとおり
|                     | 1979年12月 雪対策試験時 | 1980年12月        | 備 考                       |
| ------------------- | ----------------------- | ----------------- | --------------------------- |
| 入出区線 （回送線） | 2線                     | 2線               | 有効長下り 637 m 上り 633 m |
| 組替線              | 3線                     | 3線               | 480 m 1線・430 m 2線        |
| 組替引上線          | 1線                     | 1線               | 230 m                       |
| 着発収容線          |                         | 15線 （将来22線） | 430 m                       |
| 事業用車留置線      |                         | 1線               | 250 m                       |
| 保守用車出入線      |                         | 1線               | 300 m                       |
| 仕業交番検査線      | 4線                     | 5線               | 435 m                       |
| 融雪線              | 1線                     | 1線               | 435 m                       |
| 通路線              | 1線                     | 1線               | 488 m                       |
| 車輪研削線          | 2線                     | 2線               | 468 m・424 m                |
| 事業用車検修線      | 1線                     | 1線               | 190 m                       |
| 事業用車留置線      | 2線                     | 2線               | 140 m                       |
| 事業用車引上線      | 1線                     | 1線               | 110 m                       |
| 台車振替線          |                         | 3線               | 160 m                       |
| 全般検査整備線      |                         | 2線               | 425 m                       |
| 臨時修繕線          |                         | 1線               | 16両編成対応                |

### 構内設備
仕業交番検査庫
- 仕業交番検査線は16両編成に対応した有効長435 mを有しており、庫7・8番線は交番検査線、庫9番線は仕業・交番検査兼用線、庫10・11番線は仕業検査線、庫12番線は融雪専用線[3][12][10]。
- 仕業検査線は1日最大21編成、交番検査線は1日最大4編成の検修能力を想定している[2][10]。
- 仕業検査線出入口に薬液噴霧装置2基（将来3基）、その125 m先の分岐部に清水車両洗浄装置2基がある[11][13]。原則として仕業検査庫から着発収容線への出庫時に車体洗浄が行われる[11]。

臨時修繕庫
- 臨時修繕線（庫6番線）は車両故障に対応するもので、編成した状態で故障車両の台車や主電動機（台車交換装置）、床下や屋根上機器の着脱（天井クレーン、床下機器着脱装置）ができる[13]。

台車振替場
- 台車振替場は1線が8両編成に対応する台検線（庫1番線）、2線が2両に対応する全検線（庫2・3番線）[11][10]。
- 台車振替は、リフティングジャッキにより4両同時（台車検査）または2両同時×2線（全般検査）に車体を扛上させ、検査済みの台車に交換することができる[11]。台車検査の設備は4両同時（12両編成）→6両同時（12両編成）8両同時（16両編成）に順次増設できる[13]。

台車検修場
- 台車検修場は台車振替場と隣接しており、台車枠検修場、主電動機検修場、輪軸検修場、台車部品検修場から構成される[10][13]。

解ぎ装場・部品検修場
- 全般検査時に使用する解ぎ装場は解装ラインが5両×2線、ぎ装ライン5両×2線、車体特修場2線（8両 + ぎ装工程遅延救済用2両）から構成される[14]。入場後、解装ラインにおいて室内機器、床下機器などは車体から取り外され、電気・機械部品検修場で検査が実施される[12]。検査後の機器はぎ装ラインで再度取り付けが実施される[12]。

車体検修場・車体塗装場
- 車体検修・車体塗装場は検修ラインが3両×6線（16両分）、塗装ラインが3両×2線（6両分）で構成される[14]。このほか、鉄工作業場と戸類検修職場、連結器検修職場がある[14]。車体検修場は、将来東側に3両×6線（18両分）を加えた34両分まで拡張できる[14]。
  - 台車検修場、解ぎ装場、車体検修場・車体塗装場間はトラバーサー（計3基）により、車体の移動が行われる[14]。

全般検査整備線
- 16両編成対応×2線（庫4・5番線）あり、全般検査前の加圧検査、出場検査が行われる[10][13]。
- 1線（庫4番線）は整備線内を通り抜け、トラバーサーを介して車体特修場までそのまま入場できる[10][14]。

事業用車検修場
- 事業用ディーゼル機関車（912形）、事業用貨車の要部検査・全般検査を行う設備[11][14]。5両までの同時検修能力を有する[14]。

新車組成庫 1線
車輪研削庫
- 開設当初は車輪研削盤1機と車輪削正機（フライス盤）を設置し、将来は車輪研削盤1基を増設する計画とした[13]。

事業用車検査庫 1線
- 事業用ディーゼル機関車などの仕業検査・交番検査を行う設備[11]。

電気・軌道総合試験車車庫 1線
- 925形電気・軌道総合試験車7両編成の測定機器の検査に対応した専用の検査庫[11]。

保守基地・ロングレールセンター

## 歴史
- 1979年（昭和54年）9月 - 仙台試験線管理所開設。
- 1981年（昭和56年）
  - 4月1日 - 仙台工場発足。
  - 8月10日 - 仙台試験線管理所を改組し、仙台新幹線第一運転所発足。
- 1987年（昭和62年）4月1日 - 国鉄分割民営化により東日本旅客鉄道に移管。
- 1990年（平成2年）4月1日 - 仙台工場と仙台第一運転所を統合し、仙台総合車両所に改称。
- 2003年（平成15年）4月1日 - ISO9001認証取得。
- 2004年（平成16年）4月1日 - 新幹線総合車両センターに改称[8]。
- 2019年（平成31年）4月1日 - 新幹線統括本部の発足に伴い、仙台支社から同本部へ移管。

## 配置車両

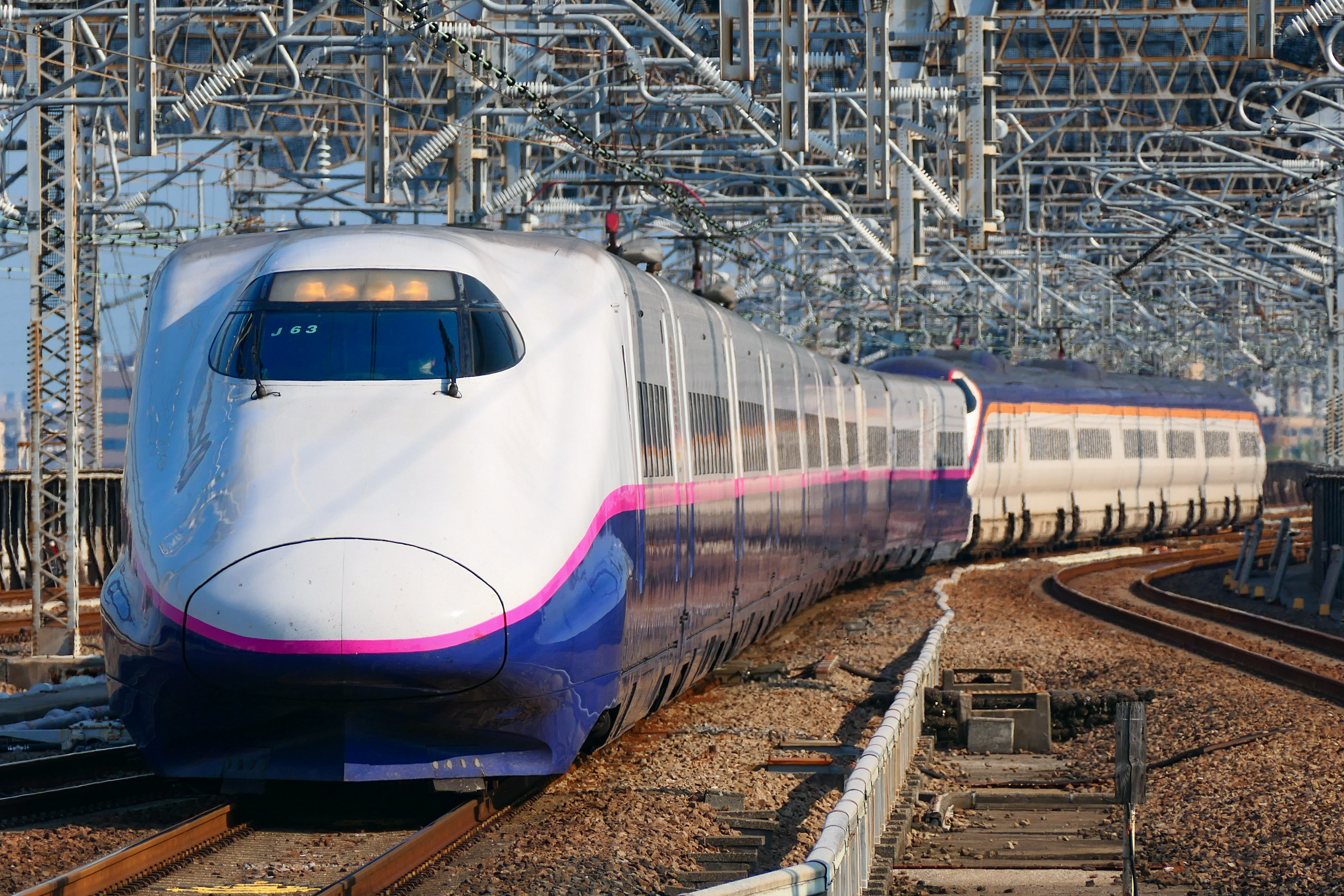
E2系
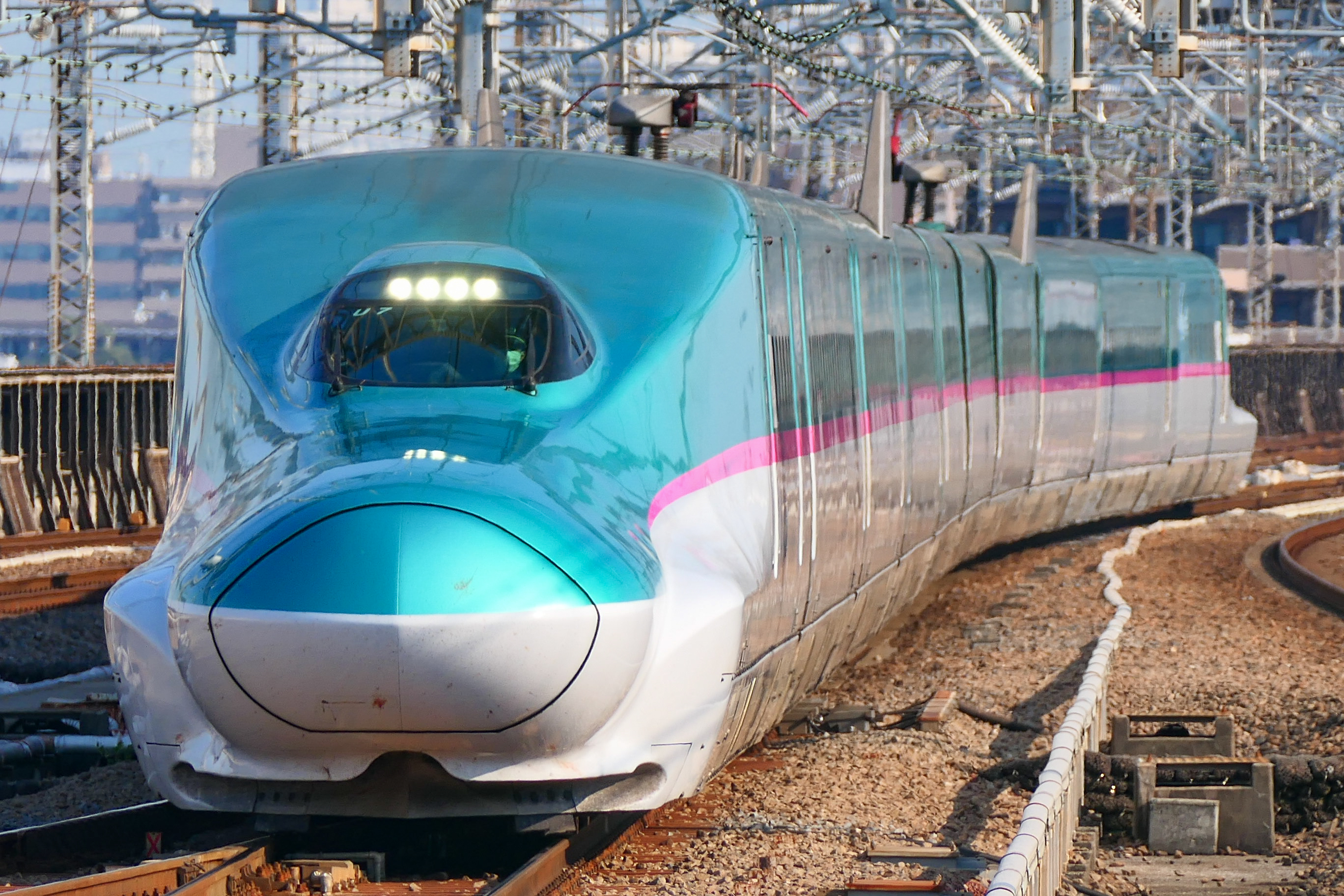
E5系
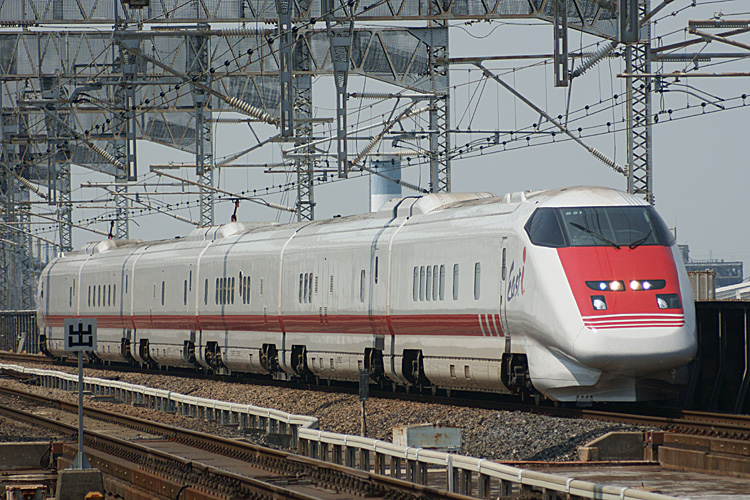
E926形「East i」
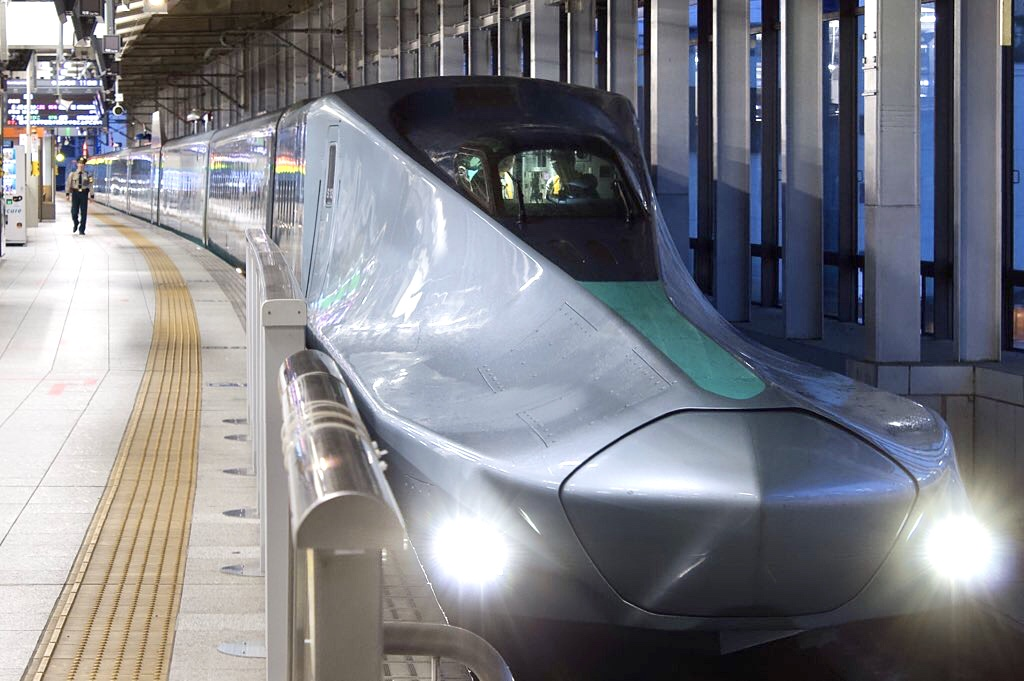
E956形「ALFA-X」

2025年（令和7年）4月1日現在の配置車両は以下の通り。
E2系電車（60両）
1000番台の10両編成6本（J70 - J75編成）が配置されている。
東北新幹線の臨時「はやて」（東京駅 - 新青森駅間、2021年を最後に運行されていない）・「やまびこ」（東京駅 - 仙台駅・盛岡駅間）・「なすの」（東京駅 - 那須塩原駅・郡山駅間）に使用される。2023年3月のダイヤ改正まで運行していた上越新幹線「とき」・「たにがわ」では原則として新潟新幹線車両センター所属の編成が使用されていた。
E5系電車（510両）
10両編成51本（U1 - U51編成）が配置されている。
東北・北海道新幹線「はやぶさ」のほぼ全ての列車と、全ての「はやて」（盛岡・新青森 - 新函館北斗間）・多くの「やまびこ」・一部の「なすの」に使用される。
E926形電車（6両）
6両編成1本（S51編成）が配置されている。
新幹線電気軌道総合試験車「East i」。
軌道検測車E926-13が配置されていたが、2015年（平成27年）2月4日に廃車された。
E956形（10両）
10両編成1本（S13編成）が配置されている。
2019年（令和元年）5月に落成した高速運転試験車両。愛称は「ALFA-X」（アルファエックス）。
360km/h運転を目指して2019年5月から2022年（令和4年）3月にかけて、試験を実施する。
- E2系
- E5系
- E926形「East i」
- E956形「ALFA-X」

## 過去の配置車両
200系電車
2階建て車2両連結の東北新幹線限定運用の16連H編成や新在直通併結向け10連K編成が配置されていた。2005年（平成17年）までにすべて廃車された。その後、敷地内に7両が解体されずに残されていたが、後に2両が再整備されて構内に保存されたほか、1両が2007年（平成19年）10月に開館した鉄道博物館（さいたま市）に移設された。残る4両はしばらく留置されていたが、2010年（平成22年）3月にすべて解体された。
400系電車
S4編成（L1編成）が配置されていた。のちに山形電車区（現・山形新幹線車両センター）へ移籍した。
E1系電車
2004年に新潟新幹線車両センターに移籍した。
E2系電車
S6編成（現・N1編成）、S7編成（J1→N21編成）が配置されていた。のちに長野新幹線運転所（現・長野新幹線車両センター）へ移籍した。
その他配置されていた0番台は、2016年（平成28年）3月までに新潟新幹線車両センターへ移籍し、その後2019年までにすべて廃車。一部編成の解体は仙台で行われた。
E3系電車
2019年（平成31年）3月16日付で0番台の6両編成2本（R21・R22編成）が秋田車両センター（現・秋田新幹線車両センター）より転入した。
東北新幹線 「やまびこ」・「なすの」として E5系電車と併結運転を行っていた。臨時列車として「はやて」として東京駅-盛岡駅間で運行されることもあった。
2020年10月以降、定期運用から離脱し、2021年11月までにすべて廃車された。
E4系電車
P1 - P22編成が配置されていた。P9 - P19編成は2006年（平成18年）までに、P8, P20 - P22編成は2012年（平成24年）3月までに、P1 - P7編成は同年10月までに新潟新幹線車両センターへ移籍した。
E6系電車
量産先行車のS12編成が配置されていた。2014年（平成26年）2月27日に量産化改造と同時にZ1編成に改名され、秋田車両センターへ移籍した。
925形電車
新幹線電気軌道総合試験車「ドクターイエロー」。6両編成2本（S1・S2編成）と軌道検測車1両が配置されており、軌道検測車については2編成が共用する形であった。E926形電車にその役目を譲り、2001年（平成13年）に全車廃車された。
952形・953形電車
フル規格用高速試験電車「STAR21」。952形（東京方4両）と953形（盛岡方5両）を連結した9両編成1本（S5編成）の形で配置されていた。1998年（平成10年）に廃車されたが、構内に2両が保存されている。
961形電車
フル規格用高速試験電車。6両編成1本（S3編成）が配置されていた。1990年（平成2年）に廃車されたが、構内に両先頭車が保存されている。
E954形電車
フル規格用高速試験電車「FASTECH 360 S」。8両編成1本（S9編成）が配置されていたが、2009年（平成21年）9月7日に廃車された。
E955形電車
ミニ新幹線用高速試験電車「FASTECH 360 Z」。6両編成1本（S10編成）が配置されていたが、2008年（平成20年）12月12日に廃車された。

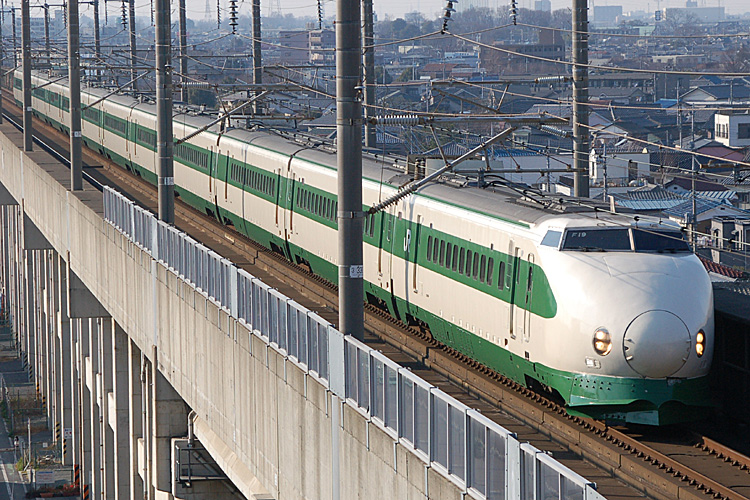
200系
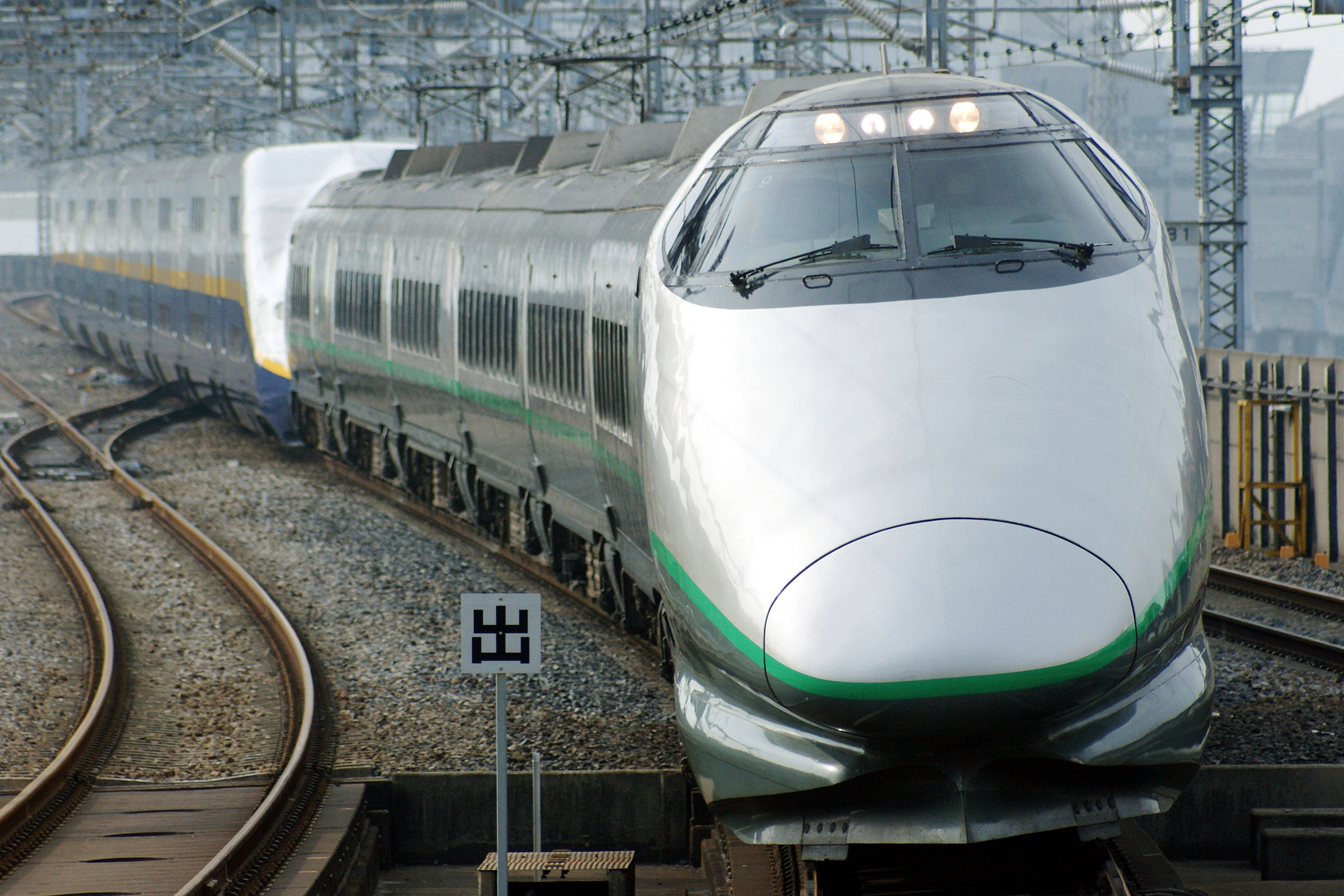
400系
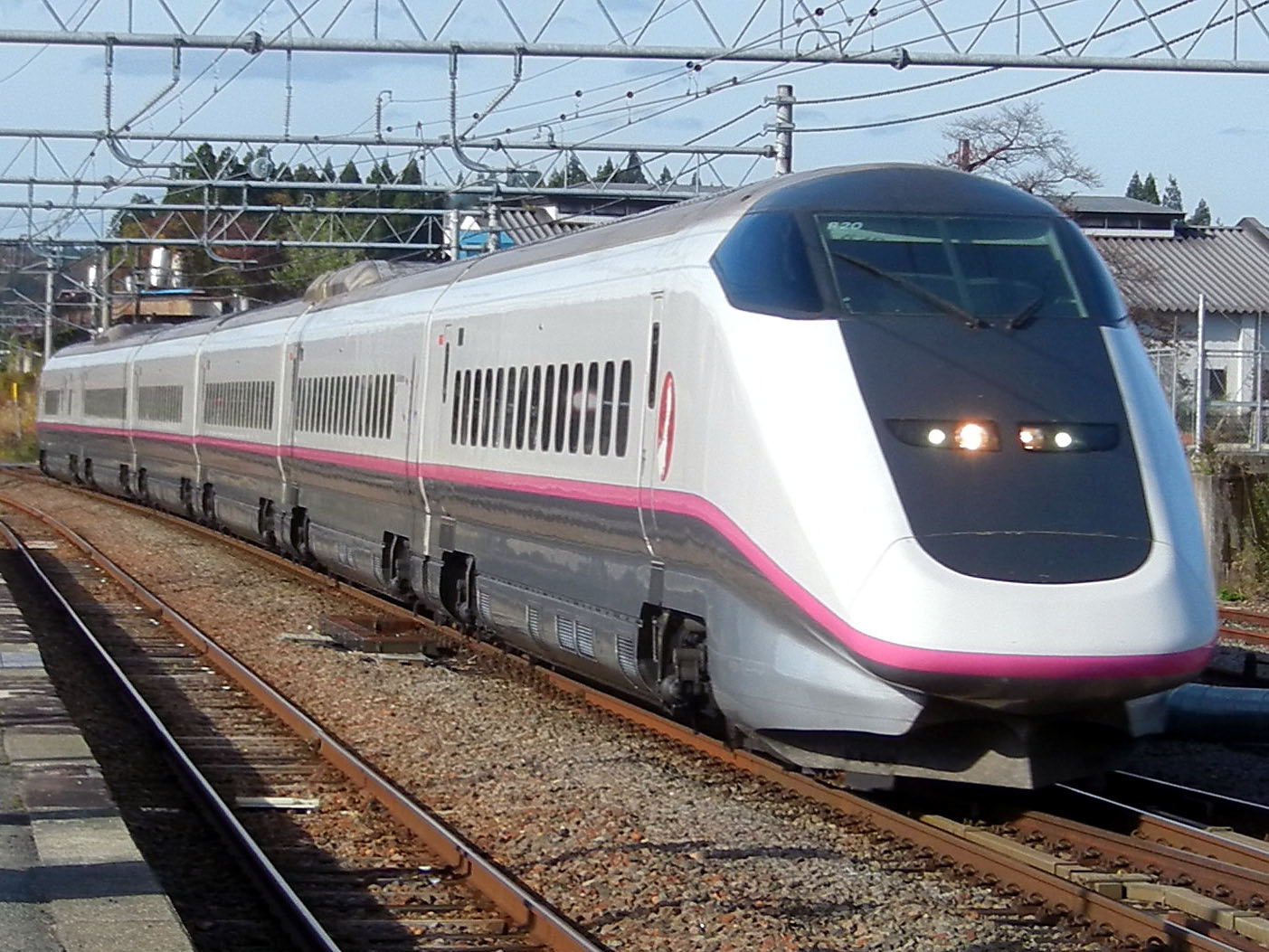
E3系
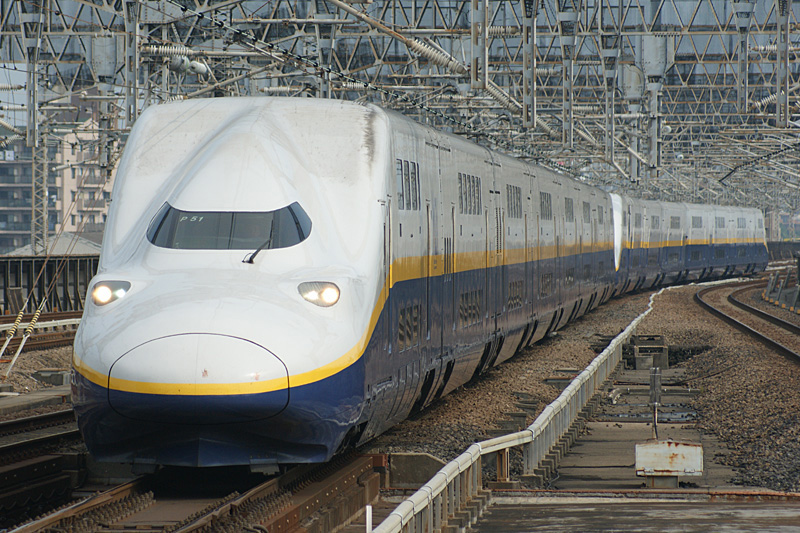
E4系
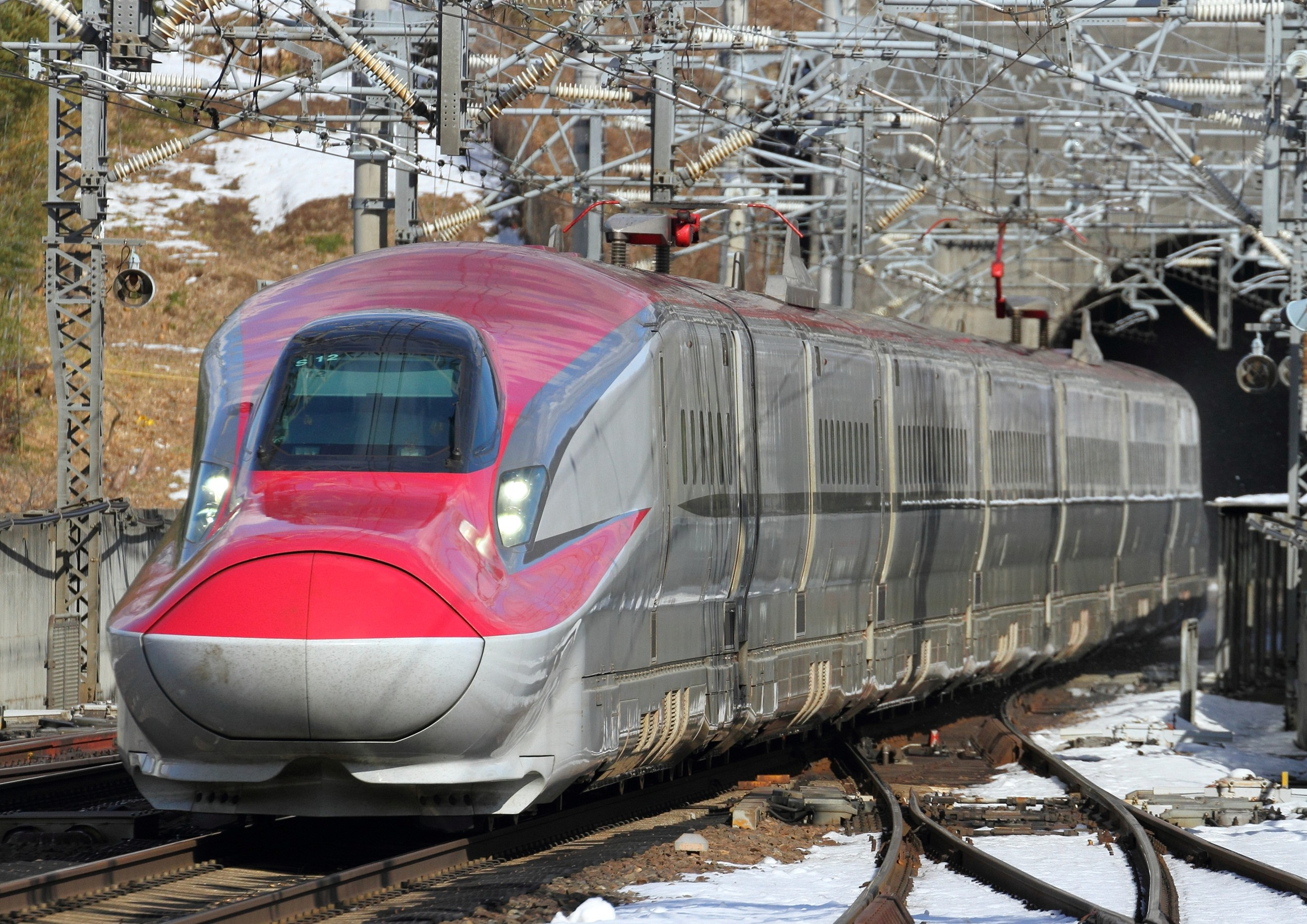
E6系
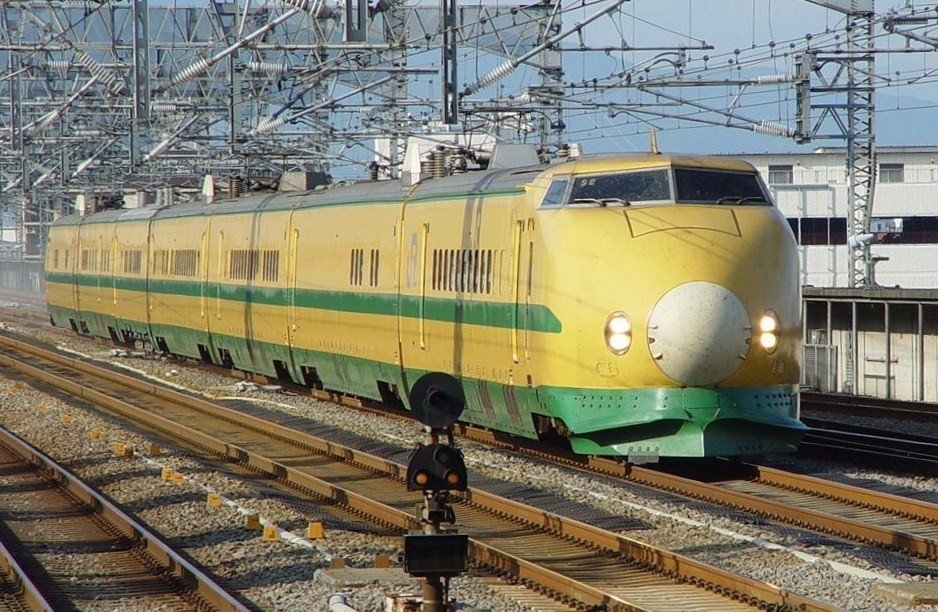
925形
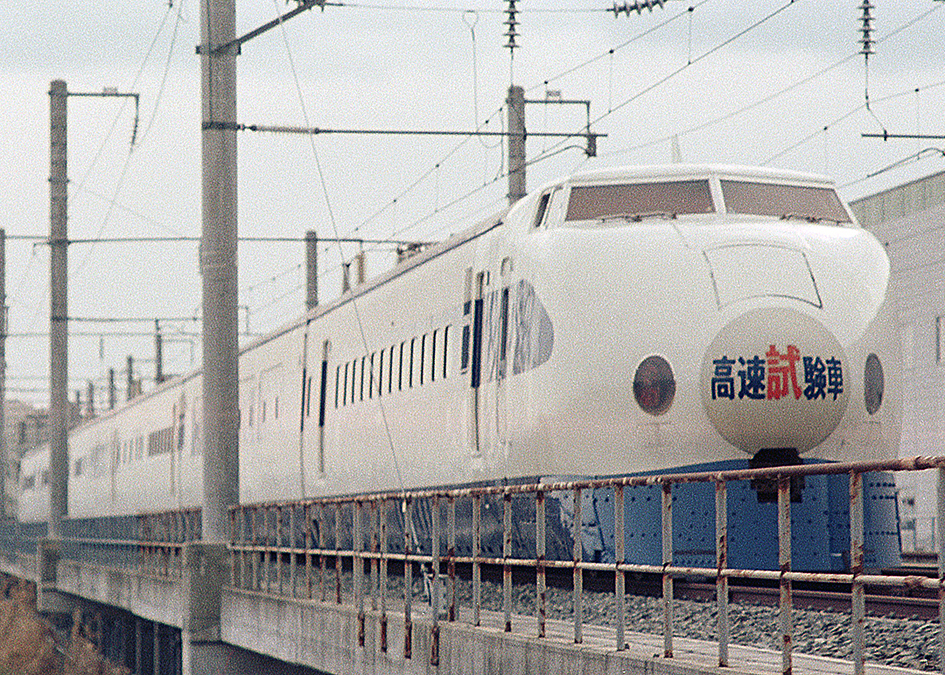
961形
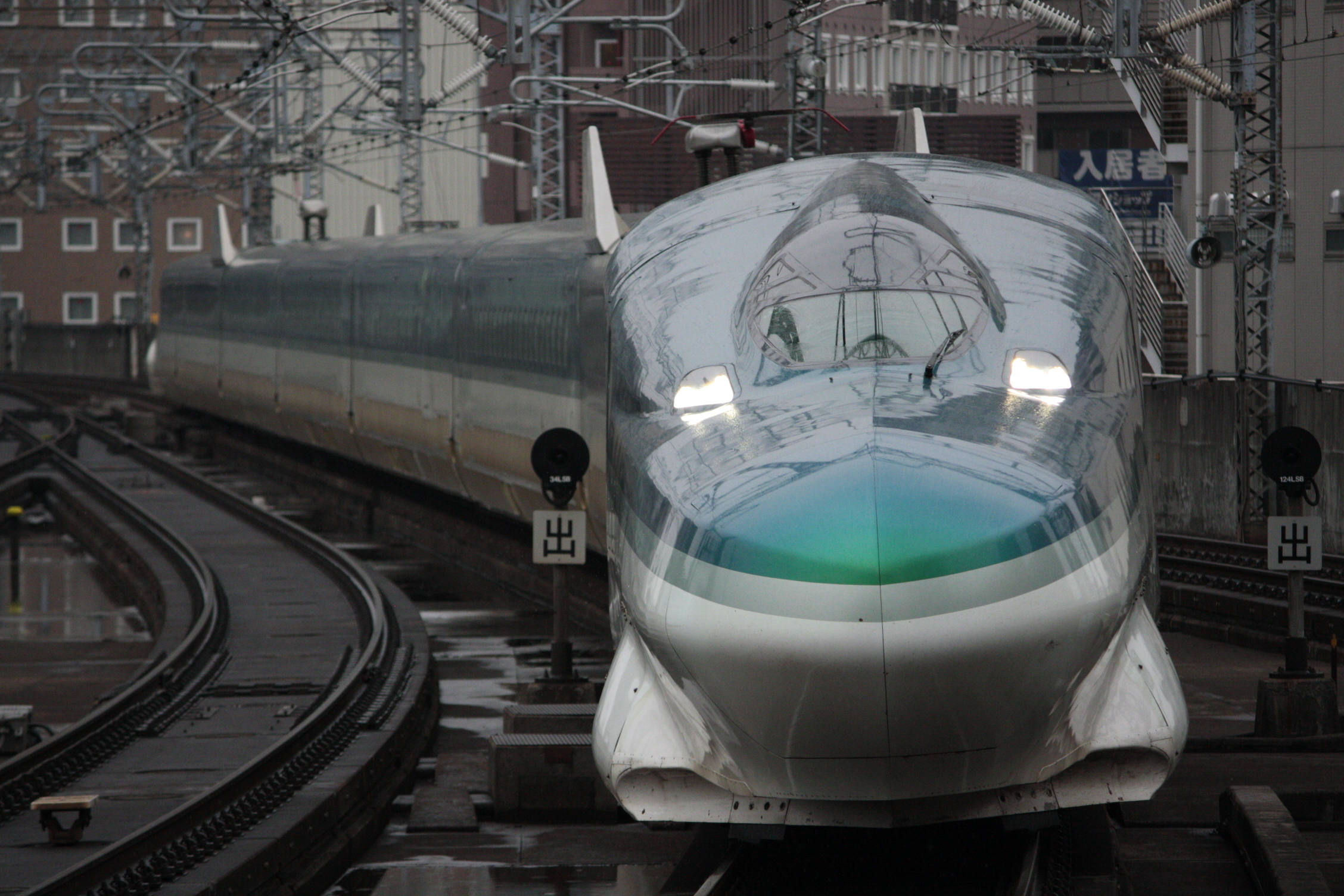
E954形「FASTECH 360 S」
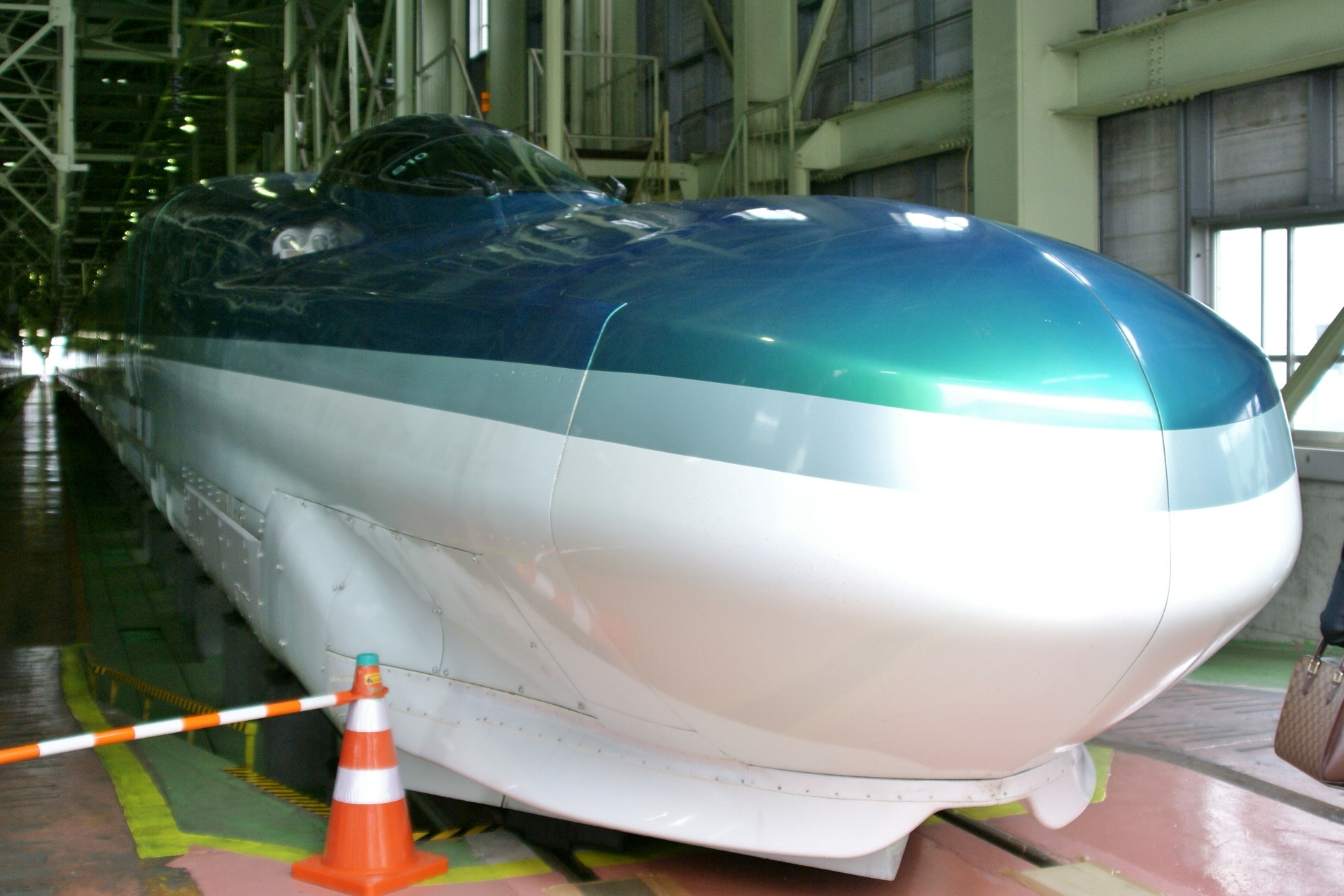
E955形「FASTECH 360 Z」
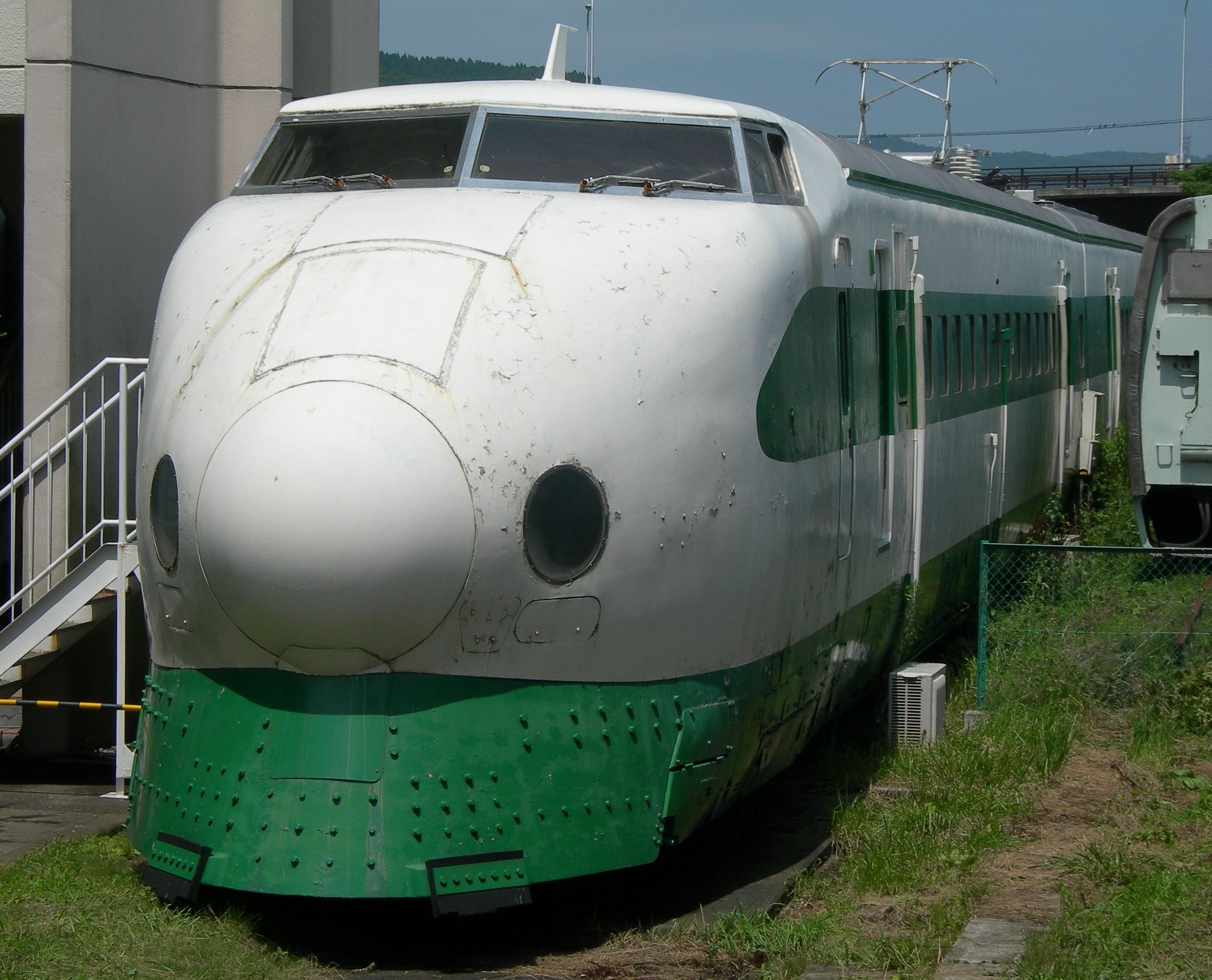
構内に先頭車が保存されている961形

### 構内専用
912形ディーゼル機関車
当センター内での車両の入換に使用されるディーゼル機関車。912-4が配置されていた。
入換動車
当センター内での車両の入換に使用される小型ディーゼル機関車。機械扱いのため無車籍である。北陸重機工業製で、アント工業を経て納入されたもの。
1981年（昭和56年）から2005年までは協三工業製15t機を使用していた。
上記の他、建屋内専用の車両移動機（アント工業製など）が数機存在する。

## 新幹線車両基地まつり
1985年（昭和60年）から仙台工場の工場公開として始まり、翌年から新幹線車両基地祭りとして毎年夏季に開催されていたが、2019年には10月末に開催された。1985年に開催してから、東日本大震災が発生した2011年（平成23年）と新型コロナウイルス感染症が流行していた2020年 - 2022年を除き毎年開催されている。特に構内を走行する「体験列車」には多くの乗車希望者が列を作りさばききれなくなったため、2004年からは往復はがきによる事前申し込み制になった。PRコーナー等の年間来場者は約7万人。開催期間中は、車両基地まつりの際に人数を限定して「シミュレーター室」を開放している。これは仙台地区在来線の乗務員訓練のために使われるもので、当センターではなく総合訓練センター管轄である。
新利府駅と当センターは新利府門を介し専用通路で直結しているが、通勤時間帯のみ開門し開門時間帯は守衛が常駐するため関係者以外は通路を利用できない。ただし、「新幹線車両基地まつり」の際は、来場者向けに一般開放され新利府門より当センターへの入出場が可能となる。基地まつり以外の日に来所し見学する場合は利府門の守衛詰所で受付をする必要があり、列車利用で行くには利府駅からの方が近い。

## 保存車両
構内に次の鉄道車両が静態保存されている。
- 221-1、237-1
- 953-1、953-5
- 961-1、961-6

以下の車両も保存されていたが、解体または移送された。
- ED71 1 - 解体。
- ED75 1 - 解体。
- ED77 1 - 解体。
- ED78 1 - 日立製作所水戸事業所に移送[24]。
- ED91 21 - 解体。
- EF71 1 - 解体。
- C11 351 - 解体。
- C58 365 - 解体。
- D51 1108 - 解体。